# Тарханкутський маяк

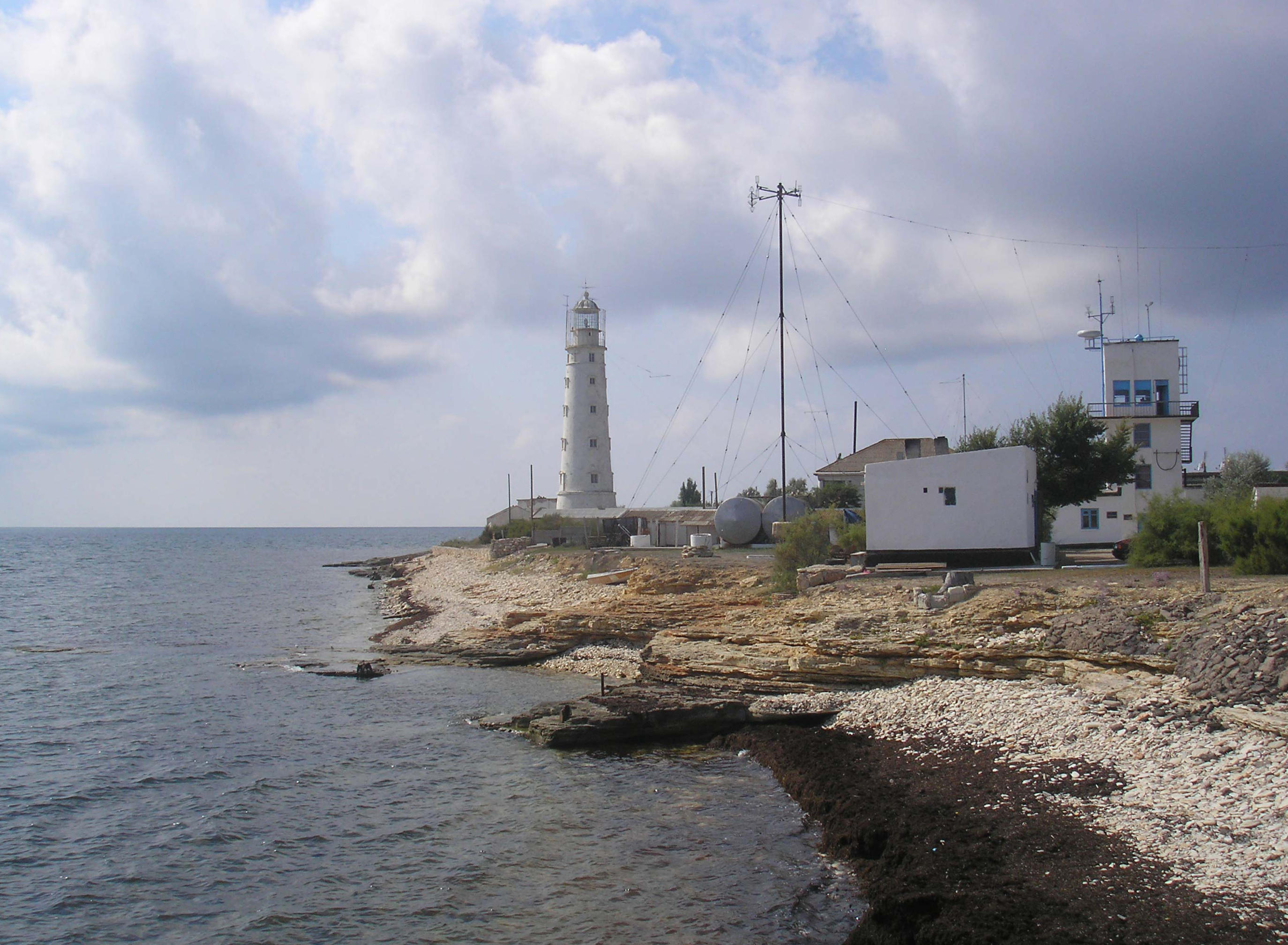
Тарханкутський маяк

Тарханку́тський мая́к (крим. Tarhan Qut mayağı) — башта висотою близько 40 м, розташована в Криму на мисі Тарханкут за 5 км на південний захід від курортного села Оленівка.

## Історія
Імовірно, маяк на цьому небезпечному місці з точки зору судноплавства існував ще в античні часи. 
Спорудження маяка почалося 1816 року для забезпечення безпеки мореплавання. Того ж року з того ж матеріалу і за аналогічним проектом почалася конструкція башти-близнюка — маяка на півострові Херсонес.
Інкерманський камінь, з якого будувався маяк, добувався під Севастополем і транспортувався за допомогою барж. На той час не було зручних причалів, тому навантажені каменем баржі ставали на якір у караджінській бухті, звідки його переправляли на берег шлюпками. Потім по бездоріжжю везли безпосередньо до місця будівництва.
До кінця 1816 року було споруджено вежу без оздоблювальних робіт і необхідних пристосувань. Маяк являв собою кам'яну конічну вежу висотою 36 метрів з дерев'яним ліхтарем правильної десятикутної форми висотою 3,3 метра. Однак працювати у світловому режимі Тарханкутський маяк почав тільки в 1817 році після того, як на ньому був відрегульований освітлювальний апарат. Поруч із вежею було збудовано 3 будинки для обслуговчого персоналу і складських приміщень. Тарханкутський півострів відомий своїми вологими зимами і тому взимку в цих будинках було холодно та волого, адже вони були погано утепленими, наскрізь продувалися вітрами, і практично непридатними для проживання.
У 1862 році було покращено освітлення, тепер світло поширювалося на 12,4 милі.
З 1873 року будівництво маяка відновилося, як і облаштування навколишньої території. Споруду було добудовано і пофарбовано в білий колір.
1876 року поряд із вежею збудовано будівлю для телеграфу.
З 1 січня 1883 року на мисі введено в експлуатацію першу на Чорному морі сирену для туманних сигналів, що приводилася в дію стисненим повітрям.
Оскільки сирена мала тривалий час для підготовки до дії, в 1899 році неподалік від маяка на дерев'яних стовпах з поперечиною на висоті 4,8 метрів було підвішено дзвін, в який дзвонили з моменту настання похмурої погоди до готовності до дії сирени.
У 1910 році основне паливо замінюється гасовим. Зі введенням нової системи освітлення, до обов'язків наглядачів споруди входило ретельне стеження за системою, зміна деталей, що вийшли з ладу, чистка оптичних компонентів системи. Крім того, зі встановленням телеграфної та метеорологічної станцій поставала необхідність тримати зв'язок з кораблями, що проходили повз вежу.
У 1934 році Тарханкутський маяк був обладнаний радіомаяком з дальністю дії 300 км.
У 1949 році на маяку вперше випробували пропозицію використовувати вітроелектричний двигун для зарядки акумуляторних батарей.
У 1959 році на Тарханкутському маяку з'явилася електрична система і автоматика для керування нею. Світлооптичний маяковий апарат ЕМН-500 працює дотепер.

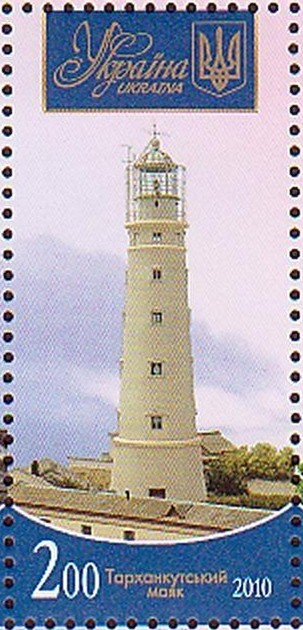
Тарханкутський маяк на марці України

## Сучасний стан
У наш час маяк продовжує працювати, хоча знаходиться в аварійному стані. На територію, що закріплена за маяком, допускають екскурсійні групи, з можливістю пройти щоденним шляхом доглядача маяка. Ґвинтовими сходами можна дістатися до оглядового майданчика, звідки відкривається краєвид на море і його урвисті береги.